# Programador cowboy
Programador cowboy, em desenvolvimento de software, refere-se a programadores que têm autonomia num processo de desenvolvimento. Isto inclui ter o controle sobre vários aspectos de um projeto como os prazos, linguagens de programação, algoritmos, ferramentas, frameworks e o estilo de código a usar.
Um programador cowboy pode ser um programador solitário ou parte de um grupo de programadores que trabalham com poucos processos e disciplina.
"Programador cowboy" é usado como um termo pejorativo quando contrastado com métodos de desenvolvimento mais estruturados.